# Liste des stations du métro de Los Angeles
 (octobre 2022).
Pour un article plus général, voir Métro de Los Angeles.

Plan du réseau au 20 mai 2016, composé de six lignes de métro (le réseau connexe de bus rapides apparaît également).

Cet article présente la liste des stations du métro de Los Angeles. Elle inclut les stations déjà en service, celles en construction ainsi que celles en projet. Le métro angelin a ouvert en 1990 puis s'est peu à peu développé au cours des années. Il se compose aujourd'hui de 99 stations réparties sur sept lignes de métro,.
Pour alléger les tableaux, seules les correspondances en étroite relation avec la ligne sont données. Les autres correspondances, notamment les lignes de bus, sont reprises dans les articles de chaque station.

## Stations en service
| Station                          | Ligne(s)                        | Localisation                               | Date d'ouverture                | Correspondance   | Photographie |
| -------------------------------- | ------------------------------- | ------------------------------------------ | ------------------------------- | ---------------- | ------------ |
| 1st Street                       |                                 | Long Beach                                 | 1er septembre 1990              |                  |              |
| 5th Street                       |                                 | Long Beach                                 | 1er septembre 1990              |                  |              |
| 103rd Street/Watts Towers        |                                 | Watts (Los Angeles)                        | 14 juillet 1990                 |                  |              |
| Anaheim Street                   |                                 | Long Beach                                 | 14 juillet 1990                 |                  |              |
| Artesia                          |                                 | Compton                                    | 14 juillet 1990                 |                  |              |
| Compton                          |                                 | Compton                                    | 14 juillet 1990                 |                  |              |
| Del Amo                          |                                 | Rancho Dominguez                           | 14 juillet 1990                 |                  |              |
| Downtown Long Beach              |                                 | Long Beach                                 | 1er septembre 1990              |                  |              |
| Firestone                        |                                 | Florence-Graham                            | 14 juillet 1990                 |                  |              |
| Florence                         |                                 | Florence-Graham                            | 14 juillet 1990                 |                  |              |
| Grand/LATTC                      |                                 | Los Angeles                                | 14 juillet 1990                 |                  |              |
| Pacific Avenue                   |                                 | Long Beach                                 | 1er septembre 1990              |                  |              |
| Pacific Coast Highway            |                                 | Long Beach                                 | 14 juillet 1990                 |                  |              |
| San Pedro Street                 |                                 | Los Angeles                                | 14 juillet 1990                 |                  |              |
| Slauson                          |                                 | Florence-Graham                            | 14 juillet 1990                 |                  |              |
| Vernon                           |                                 | South Los Angeles                          | 14 juillet 1990                 |                  |              |
| Wardlow                          |                                 | Long Beach                                 | 14 juillet 1990                 |                  |              |
| Washington                       |                                 | South Los Angeles                          | 14 juillet 1990                 |                  |              |
| Willow                           |                                 | Long Beach                                 | 14 juillet 1990                 |                  |              |
| Pico                             |                                 | South Park (Los Angeles)                   | 14 juillet 1990                 |                  |              |
| Willowbrook/Rosa Parks           |                                 | Willowbrook                                | 14 juillet 1990                 |                  |              |
| 7th Street                       |                                 | Financial District (Los Angeles)           | 15 février 1991 30 janvier 1993 |                  |              |
| Culver City                      |                                 | Culver City                                | 20 juin 2012                    |                  |              |
| Expo/Crenshaw                    | Ligne K du métro de Los Angeles | Jefferson Park (Los Angeles)               | 28 avril 2012                   |                  |              |
| Expo/La Brea                     |                                 | West Adams (Los Angeles)                   | 28 avril 2012                   |                  |              |
| Expo/Vermont                     |                                 | Exposition Park (Los Angeles)              | 28 avril 2012                   |                  |              |
| Expo/Western                     |                                 | Exposition Park (Los Angeles)              | 28 avril 2012                   |                  |              |
| Expo Park/USC                    |                                 | University Park (Los Angeles)              | 28 avril 2012                   |                  |              |
| Farmdale                         |                                 | West Adams (Los Angeles)                   | 20 juin 2012                    |                  |              |
| Jefferson/USC                    |                                 | University Park (Los Angeles)              | 28 avril 2012                   |                  |              |
| La Cienega/Jefferson             |                                 | West Adams (Los Angeles)                   | 28 avril 2012                   |                  |              |
| LATTC/Ortho Institute            |                                 | North University Park (Los Angeles)        | 28 avril 2012                   |                  |              |
| 17th Street/Santa Monica College |                                 | Santa Monica                               | 20 mai 2016                     |                  |              |
| 26th Street/Bergamot             |                                 | Santa Monica                               | 20 mai 2016                     |                  |              |
| Downtown Santa Monica            |                                 | Santa Monica                               | 20 mai 2016                     |                  |              |
| Expo/Bundy                       |                                 | Sawtelle (Los Angeles)                     | 20 mai 2016                     |                  |              |
| Expo/Sepulveda                   |                                 | Rancho Park (Los Angeles)                  | 20 mai 2016                     |                  |              |
| Palms                            |                                 | Palms (Los Angeles)                        | 20 mai 2016                     |                  |              |
| Westwood/Rancho Park             |                                 | Rancho Park (Los Angeles)                  | 20 mai 2016                     |                  |              |
| Allen                            |                                 | Pasadena                                   | 27 juillet 2003                 |                  |              |
| Atlantic                         |                                 | East Los Angeles                           | 15 novembre 2009                |                  |              |
| Chinatown                        |                                 | Chinatown (Los Angeles)                    | 27 juillet 2003                 |                  |              |
| Del Mar                          |                                 | Pasadena                                   | 27 juillet 2003                 |                  |              |
| East LA Civic Center             |                                 | East Los Angeles                           | 15 novembre 2009                |                  |              |
| Fillmore                         |                                 | Pasadena                                   | 27 juillet 2003                 |                  |              |
| Heritage Square                  |                                 | Los Angeles                                | 27 juillet 2003                 |                  |              |
| Highland Park                    |                                 | Los Angeles                                | 27 juillet 2003                 |                  |              |
| Indiana                          |                                 | Los Angeles                                | 15 novembre 2009                |                  |              |
| Lake                             |                                 | Pasadena                                   | 27 juillet 2003                 |                  |              |
| Lincoln/Cypress                  |                                 | Los Angeles                                | 27 juillet 2003                 |                  |              |
| Maravilla                        |                                 | East Los Angeles                           | 15 novembre 2009                |                  |              |
| Mariachi Plaza                   |                                 | Los Angeles                                | 15 novembre 2009                |                  |              |
| Memorial Park                    |                                 | Pasadena                                   | 27 juillet 2003                 |                  |              |
| Pico/Aliso                       |                                 | Los Angeles                                | 15 novembre 2009                |                  |              |
| Sierra Madre Villa               |                                 | Pasadena                                   | 27 juillet 2003                 |                  |              |
| Soto                             |                                 | Los Angeles                                | 15 novembre 2009                |                  |              |
| South Pasadena                   |                                 | South Pasadena                             | 27 juillet 2003                 |                  |              |
| Southwest Museum                 |                                 | Los Angeles                                | 27 juillet 2003                 |                  |              |
| APU/Citrus College               |                                 | Azusa                                      | 5 mars 2016                     |                  |              |
| Arcadia                          |                                 | Arcadia                                    | 5 mars 2016                     |                  |              |
| Azusa Downtown                   |                                 | Azusa                                      | 5 mars 2016                     |                  |              |
| Duarte/City of Hope              |                                 | Duarte                                     | 5 mars 2016                     |                  |              |
| Irwindale                        |                                 | Irwindale                                  | 5 mars 2016                     |                  |              |
| Monrovia                         |                                 | Monrovia                                   | 5 mars 2016                     |                  |              |
| Avalon                           |                                 | South Los Angeles                          | 12 août 1995                    |                  |              |
| Aviation/LAX                     |                                 | Westchester (Los Angeles)                  | 12 août 1995                    |                  |              |
| Crenshaw                         |                                 | Hawthorne                                  | 12 août 1995                    |                  |              |
| Douglas                          |                                 | El Segundo                                 | 12 août 1995                    |                  |              |
| El Segundo                       |                                 | El Segundo                                 | 12 août 1995                    |                  |              |
| Harbor Freeway                   |                                 | South Los Angeles                          | 12 août 1995                    |                  |              |
| Hawthorne/Lennox                 |                                 | Hawthorne                                  | 12 août 1995                    |                  |              |
| Lakewood                         |                                 | Downey                                     | 12 août 1995                    |                  |              |
| Long Beach                       |                                 | Lynwood                                    | 12 août 1995                    |                  |              |
| Mariposa                         |                                 | El Segundo                                 | 12 août 1995                    |                  |              |
| Norwalk                          |                                 | Norwalk                                    | 12 août 1995                    |                  |              |
| Redondo Beach                    |                                 | Redondo Beach                              | 12 août 1995                    |                  |              |
| Vermont/Athens                   |                                 | South Los Angeles                          | 12 août 1995                    |                  |              |
| Wilshire/Normandie               |                                 | Koreatown (Los Angeles)                    | 22 mai 1996                     |                  |              |
| Wilshire/Western                 |                                 | Koreatown (Los Angeles)                    | 22 mai 1996                     |                  |              |
| Hollywood/Highland               |                                 | Hollywood (Los Angeles)                    | 24 juin 2000                    |                  |              |
| Hollywood/Vine                   |                                 | Hollywood (Los Angeles)                    | 12 juin 1999                    |                  |              |
| Hollywood/Western                |                                 | East Hollywood (Los Angeles)               | 12 juin 1999                    |                  |              |
| North Hollywood                  |                                 | North Hollywood (Los Angeles)              | 24 juin 2000                    |                  |              |
| Universal City/Studio City       |                                 | Studio City (Los Angeles)                  | 24 juin 2000                    |                  |              |
| Vermont/Beverly                  |                                 | Koreatown (Los Angeles)                    | 12 juin 1999                    |                  |              |
| Vermont/Santa Monica             |                                 | East Hollywood (Los Angeles)               | 12 juin 1999                    |                  |              |
| Vermont/Sunset                   |                                 | East Hollywood (Los Angeles)               | 12 juin 1999                    |                  |              |
| Union Station                    |                                 | Downtown (Los Angeles)                     | 30 janvier 1993                 | Lignes Metrolink |              |
| Civic Center/Grand Park          |                                 | Civic Center (Los Angeles)                 | 30 janvier 1993                 |                  |              |
| Pershing Square                  |                                 | Financial District (Los Angeles)           | 30 janvier 1993                 |                  |              |
| Westlake/MacArthur Park          |                                 | Westlake (Los Angeles)                     | 30 janvier 1993                 |                  |              |
| Wilshire/Vermont                 |                                 | Koreatown (Los Angeles)                    | 22 mai 1996                     |                  |              |
| Martin Luther King Jr.           | Ligne K du métro de Los Angeles | Baldwin Hills / Leimert Park (Los Angeles) | 7 octobre 2022                  |                  |              |
| Leimert Park                     | Ligne K du métro de Los Angeles | Leimert Park (Los Angeles)                 | 7 octobre 2022                  |                  |              |
| Hyde Park                        | Ligne K du métro de Los Angeles | Hyde Park (Los Angeles)                    | 7 octobre 2022                  |                  |              |
| Fairwiew Heights                 | Ligne K du métro de Los Angeles | Hyde Park (Los Angeles)                    | 7 octobre 2022                  |                  |              |
| Downtown Inglewood               | Ligne K du métro de Los Angeles | Inglewood/Westchester (Los Angeles)        | 7 octobre 2022                  |                  |              |
| Westchester/Veterans             | Ligne K du métro de Los Angeles | Inglewood                                  | 7 octobre 2022                  |                  |              |

## Stations en projet ou en construction
| Station                    | Ligne(s) | Localisation                                     | Ouverture prévue |
| -------------------------- | -------- | ------------------------------------------------ | ---------------- |
| Little Tokyo/Arts District |          |                                                  | 2023             |
| Grand Av Arts/Bunker Hill  |          | Bunker Hill (Los Angeles)                        | 2023             |
| Historic Broadway          |          | Civic Center (Los Angeles)                       | 2023             |
| LAX/Metro Transit Center   |          | Westchester (Los Angeles)                        | 2025             |
| Aviation/Century           |          | Westchester (Los Angeles)                        | 2024             |
| Century City/Constellation |          | Century City (Los Angeles)                       | 2026             |
| Westwood/UCLA              |          | Westwood (Los Angeles)                           | 2027             |
| Westwood/VA Hospital       |          | Westwood (Los Angeles)                           | 2027             |
| Wilshire/Fairfax           |          | Beverly Grove/Carthay/Mid-Wilshire (Los Angeles) | 2025             |
| Wilshire/La Brea           |          | Hancock Park/Mid-Wilshire (Los Angeles)          | 2025             |
| Wilshire/La Cienega        |          | Beverly Hills                                    | 2025             |
| Wilshire/Rodeo             |          | Beverly Hills                                    | 2026             |